# Змійка (район імені Лазо)
Змі́йка (рос. Змейка) — селище у складі району імені Лазо Хабаровського краю, Росія. Входить до складу Сітинського сільського поселення.

## Населення
Населення — 12 осіб (2010; 10 у 2002).
Національний склад (станом на 2002 рік):
- росіяни — 80 %